# Johan de Kock
Johan de Kock (Sliedrecht, 25 oktober 1964) is een voormalig Nederlandse profvoetballer die tot 2000 op het hoogste niveau speelde.

## Carrière als speler
De Kock begon met voetballen bij VV Sliedrecht. In zijn tienerjaren werd hij gescout door Feyenoord, waar hij als amateur mocht aansluiten bij het tweede elftal, maar hij legde het aanbod van de club naast zich neer. Als speler van VV Sliedrecht was hij in 1984 actief op een toernooi in Groningen, toen hij ontdekt werd door Han Berger, die hem overhaalde naar FC Groningen te komen. Daar startte hij zijn profcarrière als spits. In Groningen speelde De Kock regelmatig, maar was geen vaste waarde, zeker niet nadat Berger vervangen werd door Rob Jacobs.
In 1987 haalde Berger De Kock naar FC Utrecht, als alternatief voor John van Loen. Bij FC Utrecht wist hij aanvankelijk ook niet te overtuigen. Nadat Berger De Kock uit de spits haalde en posteerde als voorstopper, begon De Kock indruk te maken en groeide hij uit tot publiekslieveling. Daarnaast maakte hij op 24 februari 1993 zijn debuut in het Nederlands voetbalelftal. Hij werd drie maal door de supporters uitgeroepen tot beste speler van FC Utrecht en won in 1993 de zilveren schoen, toen hij bij de verkiezing tot Nederlands voetballer van het jaar, als tweede eindigde achter Marc Overmars. De Kock speelde 7 seizoenen voor FC Utrecht, maar nadat Leo van Veen, met wie De Kock een slechte relatie onderhield, trainer werd van FC Utrecht, besloot hij de club te verlaten. Hij werd betrokken bij een spelersruil met David Nascimento van Roda JC. Bij Roda JC kreeg hij te maken met trainer Huub Stevens en vormde hij een spijkerhard, maar ijzersterk verdedigingsduo met Raymond Atteveld. De Kock bleef twee seizoenen bij Roda JC, waarin hij 2e en 4e in de eredivisie werd. In 1996 kreeg hij de bronzen schoen uitgereikt. In de zomer van 1996 verhuisde hij, samen met Stevens, naar Schalke 04 waar hij in het seizoen 1996/1997 de UEFA Cup won. In 2000 moest hij vanwege aanhoudend blessureleed zijn carrière beëindigen.
De Kock speelde uiteindelijk 13 wedstrijden in het Nederlands elftal. Hij was basisspeler op het Europees kampioenschap voetbal 1996 in Engeland, waar Oranje onder leiding van Guus Hiddink de kwartfinale behaalde.
Als een van de weinige spelers in het Nederlandse profvoetbal heeft De Kock gedurende zijn voetballoopbaan ook een hoger onderwijs opleiding afgerond, de HTS weg- en waterbouw. Andere voorbeelden hiervan zijn Keje Molenaar en Graeme Rutjes. Door De Kocks nomadenbestaan, volgde hij zijn studie in drie verschillende plaatsen: Dordrecht, Groningen en Utrecht. Bij Schalke 04 werd De Kock als ingenieur betrokken bij de bouw van het Veltins-Arena.
| Interlands van Johan de Kock voor Nederland | Interlands van Johan de Kock voor Nederland | Interlands van Johan de Kock voor Nederland | Interlands van Johan de Kock voor Nederland | Interlands van Johan de Kock voor Nederland | Interlands van Johan de Kock voor Nederland |
| №                                           | Datum                                       | Wedstrijd                                   | Uitslag                                     | Competitie                                  | Goals                                       |
| Als speler van FC Utrecht                   | Als speler van FC Utrecht                   | Als speler van FC Utrecht                   | Als speler van FC Utrecht                   | Als speler van FC Utrecht                   | Als speler van FC Utrecht                   |
| ------------------------------------------- | ------------------------------------------- | ------------------------------------------- | ------------------------------------------- | ------------------------------------------- | ------------------------------------------- |
| 1                                           | 24 februari 1993                            | Nederland – Turkije                         | 3 – 1                                       | WK-kwalificatie                             | 0                                           |
| Als speler van Roda JC                      |                                             |                                             |                                             |                                             |                                             |
| 2                                           | 22 februari 1995                            | Nederland – Portugal                        | 0 – 1                                       | Vriendschappelijk                           | 0                                           |
| 3                                           | 7 juni 1995                                 | Wit-Rusland – Nederland                     | 1 – 0                                       | EK-kwalificatie                             | 0                                           |
| 4                                           | 6 september 1995                            | Nederland – Wit-Rusland                     | 1 – 0                                       | EK-kwalificatie                             | 0                                           |
| 5                                           | 15 november 1995                            | Nederland – Noorwegen                       | 3 – 0                                       | EK-kwalificatie                             | 0                                           |
| 6                                           | 13 december 1995                            | Nederland – Ierland                         | 2 – 0                                       | EK-kwalificatie                             | 0                                           |
| 7                                           | 29 mei 1996                                 | Nederland – China                           | 2 – 0                                       | Vriendschappelijk                           | Goal                                        |
| 8                                           | 4 juni 1996                                 | Nederland – Ierland                         | 3 – 1                                       | Vriendschappelijk                           | 0                                           |
| 9                                           | 10 juni 1996                                | Nederland – Schotland                       | 0 – 0                                       | EK-eindronde                                | 0                                           |
| 10                                          | 13 juni 1996                                | Nederland – Zwitserland                     | 2 – 0                                       | EK-eindronde                                | 0                                           |
| 11                                          | 18 juni 1996                                | Engeland – Nederland                        | 4 – 1                                       | EK-eindronde                                | 0                                           |
| 12                                          | 22 juni 1996                                | Frankrijk – Nederland                       | 0 – 0                                       | EK-eindronde                                | 0                                           |
| Als speler van Schalke 04                   |                                             |                                             |                                             |                                             |                                             |
| 13                                          | 4 juni 1997                                 | Zuid-Afrika – Nederland                     | 0 – 2                                       | Vriendschappelijk                           | 0                                           |

## Carrière na het voetbal
In 2002 trad De Kock in dienst bij de gemeente Utrecht als opdracht- en projectleider realisatie.
Halverwege het seizoen 2008/09 werd De Kock trainer van zondaghoofdklasser De Treffers uit Groesbeek. Onder zijn leiding werd de club een seizoen later kampioen van de Hoofdklasse C en plaatste het zich voor het eerste seizoen van de nieuwe Topklasse. Op 31 oktober 2011 werd hij ontslagen vanwege tegenvallende resultaten. Hetzelfde jaar slaagde hij voor de cursus coach betaald voetbal.
Eind oktober 2012 werd hij trainer van de Topklasser Spakenburg. Het doel was uit de degradatiezone te komen. Uiteindelijk handhaafde de club zich via de nacompetitie. Na drie verlieswedstrijden in het nieuwe seizoen werd De Kock in september 2013 ontslagen en opgevolgd door assistent Jochem Twisker.
Op 16 december 2013 werd De Kock gekozen in de Raad van Commissarissen van de KNVB, waar hij belast werd met de post technische zaken. In september 2016 trad hij af nadat een meerderheid van de Eredivisieclubs het vertrouwen in de Raad van Commissarissen had opgezegd.

## Erelijst
Schalke 04
- UEFA Cup: 1996/97